# Ampfrachsee (Naturschutzgebiet)
Das Naturschutzgebiet Ampfrachsee liegt auf dem Gebiet der Gemeinde Schnelldorf im mittelfränkischen Landkreis Ansbach in Bayern.
Das Gebiet erstreckt sich südöstlich des Kernortes von Schnelldorf und südwestlich des Schnelldorfer Gemeindeteiles Oberampfrach entlang der Ampfrach. Nördlich des Gebietes verlaufen die Staatsstraße St 2222 und die A 6. Im Gebiet liegt das dauereingestaute Rückhaltebecken Ampfrachsee, das gewöhnlich eine Fläche von etwa 3,8 ha hat.

## Bedeutung
Das 36,1 ha große Gebiet steht seit dem Jahr 1982 unter der Kenn-Nummer NSG-00564.01 unter Naturschutz. Es handelt sich um „Freiwasserflächen und Inseln des Sees sowie dessen sich noch weiter entwickelnde Verlandungsgesellschaften mit Röhrichten, Hochstaudenfluren und Gehölzbeständen“, außerdem um einen strukturreichen Feuchtlebensraum mit extensiven Wiesen.

### BayernAtlas („BA“)
Amtliche Online-Gewässerkarte mit passendem Ausschnitt und den hier benutzten Layern: Ampfrachsee, Naturschutzgebiet und Umgebung

Allgemeiner Einstieg ohne Voreinstellungen und Layer: BayernAtlas der Bayerischen Staatsregierung (Hinweise)

### Sonstige
1. ↑  Ampfrachsee in der World Database on Protected Areas (englisch)
2. ↑  Ausschnittkarte auf openstreetmap.org
3. ↑  Ausschnittkarte auf google.com/maps
4. ↑  Verordnung über das Naturschutzgebiet „Ampfrachsee“. Landkreis Ansbach. Vom 30. August 1999 auf landkreis-ansbach.de